# Joseph Albert Babor
Joseph Albert Babor (1895 - 1976) fou un químic estatunidenc que destacà en el camp de l'educació.

## Vida
Babor estudià al College of the City of New York ("City College") on es graduà en ciències el 1916. Després continuà els seus estudis a la Universitat de Colúmbia on obtingué el màster en química el 1919 i el doctoral el 1924, al mateix temps que era professor del City College, assolint el màxim nivell el 1945 i jubilant-se el 1956.

## Obra
La principal activitat de Babor fou la redacció de llibres de text. Entre 1929 i 1953 en publicà quasi una dotzena de teoria, problemes i pràctiques de laboratori, tots publicats per l'editorial Thomas Y. Crowell Publishers Co. Science Textbooks. En destaca el Basic college chemistry, amb 91 edicions entre el 1900 i el 1985, i que fou traduït a 4 idiomes.
Fou membre de la Societat Química Americana, assessor d'indústries químiques, per a la qual registrà patents referides a materials aïllants i fabricació d'objectes per modelat, i col·laborà amb els departaments de policia i bombers de Nova York.